# Sphaenelater
Sphaenelater là một chi bọ cánh cứng trong họ 
Elateridae.
Chi này được miêu tả khoa học năm 1902 bởi Schwarz.

## Các loài
Các loài trong chi này gồm:
- Sphaenelater collaris (Pascoe, 1877)
- Sphaenelater crassus (Sharp, 1877)
- Sphaenelater fulvus (Sharp, 1877)
- Sphaenelater lineicollis (White, 1846)
- Sphaenelater nigricornis Schwarz, 1902
- Sphaenelater nitidofuscus (Blanchard, 1853)
- Sphaenelater similis (Sharp, 1877)